# 戏曲电视剧
戏曲电视剧是电视剧的一种形式，由戏曲与电视剧相结合而衍生的电视艺术。在戏曲电视剧中，会部分舍弃戏曲中的表演程式，将戏曲唱腔融入到写实的电视手段中去。
较为知名的戏曲电视剧有越剧电视剧《红楼梦》《李清照》《花烛泪》，黄梅戏电视剧《天仙配》《女驸马》等。
中国电视剧飞天奖设有戏曲电视剧奖。

## 历届飞天奖戏曲电视剧奖名单

### 第6届(1986年)
- 戏曲电视剧奖：越剧电视剧《秦淮梦》

### 第8届(1988年)
- 越剧电视剧《九斤姑娘》

### 第9届(1989年)
- 戏曲电视剧二等奖：黄梅戏音乐电视连续剧《朱熹与丽娘》
- 戏曲电视剧三等奖：《这家没男人》

### 第10届(1990年)
- 戏曲电视剧二等奖：《遥指杏花村》
- 戏曲电视剧三等奖：甬剧电视剧《田螺姑娘》
- 戏曲电视剧提名：《天仙配》，越剧电视剧《孔乙己》，京剧电视剧《潘月樵传奇》

### 第11届(1990年)
- 戏曲连续剧二等奖：《曹雪芹》
- 戏曲电视剧提名：《杜十娘》

### 第12届(1992年)
- 戏曲连续剧三等奖：越剧电视剧《汉武之恋》
- 戏曲连续剧提名：越剧电视剧《秦淮烟云》

### 第13届(1993年)
- 戏曲连续剧一等奖：越剧电视剧《大义夫人》

### 第14届(1994年)
- 戏曲连续剧三等奖：越剧电视剧《一鸟九命》

### 第15届(1995年)
- 戏曲连续剧二等奖：越剧电视剧《天之骄女》

### 第16届(1996年)
- 一等奖：《秋瑾》
- 二等奖：《家》《魁星楼》
- 三等奖：《三看御妹》《王宝钏》《血溅清风石》《黑娃的婚事》

### 第19届(1999年)
- 一等奖：越剧电视剧《贤母宝壁记》
- 二等奖：吕剧电视剧《苦菜花》、越剧电视剧《孔雀东南飞》、越剧电视剧《梨花情》
- 三等奖：《望子成龙》《狸猫换太子》《啼笑姻缘》《朱元璋巧访记》《清明过后》

### 第21届(2002年)
- 《新乔老爷奇遇》《红楼梦》

### 第24届(2004年)
- 一等奖：越剧电视剧《孔乙己》
- 二等奖：《白蛇传》《黄河九十九道川》
- 三等奖：《屠夫状元》《蝴蝶梦》《又一村》[2]

### 第25届(2005年)
- 《杨门女奖》、京剧电视剧《哥哥走西口》

### 第26届(2007年)
- 一等奖：《凤阳情》
- 二等奖：《李清照》《杨乃武平冤记》
- 三等奖：《塞北婆姨》《佘赛花》[3]

### 第27届(2009年)
- 一等奖《招贤记》
- 二等奖《成兆才》
- 三等奖《凤氏彝兰》

## 引用文献
1. ↑  .   [2010-03-09]. （原始内容存档于2018-10-01）.
2. ↑  .   [2010-03-10]. （原始内容存档于2005-04-09）.
3. ↑  第26届“飞天奖”获奖名单揭晓